# 윌리엄 리 스콧
윌리엄 리 스콧(William Lee Scott, 1973년 7월 6일 ~ )은 미국의 배우이다.

## 출연 작품
- 식스티 세컨즈 - 토비 역
- 진주만 - Lt. 빌리 톰슨 역
- 아이덴티티 - 로우 역
- 아메리칸 브롤러